# Luis Moglia Barth
Pour les articles homonymes, voir Barth (homonymie).
Luis Moglia Barth, né le 12 avril 1903 et mort le 18 juin 1984, est un réalisateur argentin de cinéma. Il est également scénariste et producteur. Il est un des rares à avoir commencé sa carrière à l'époque du cinéma muet et à l'avoir continuée à l'ère du cinéma parlant argentin. Il a notamment réalisé ¡Tango! sorti en 1933, considéré comme le premier long-métrage parlant argentin.

## Filmographie

### Réalisateur
- 1927 : Puños, chárleston y besos  (film muet)
- 1928 : Afrodita (film muet, censuré en 1930)[2]
- 1928 : El 90  (film muet)
- 1932 : Consejo de tango  (film muet)
- 1933 : ¡Tango!
- 1933 : Dancing
- 1934 : Riachuelo
- 1935 : Picaflor
- 1936 : ¡Goal!
- 1936 : Amalia
- 1936 : Santos Vega
- 1937 : La casa de Quirós
- 1937 : Melgarejo
- 1937 : Melodías porteñas
- 1938 : El último encuentro
- 1938 : Senderos de fe
- 1939 : Doce mujeres
- 1939 : Una mujer de la calle
- 1940 : Con el dedo en el gatillo
- 1940 : Confesión
- 1940 : Huella
- 1941 : Boina blanca
- 1941 : Fortín Alto
- 1941 : Hogar, dulce hogar
- 1942 : Cruza
- 1942 : Ponchos azules
- 1946 : María Rosa
- 1947 : La senda oscura
- 1948 : Juan Moreira
- 1949 : Edición Extra
- 1950 : La campana nueva
- 1950 : La doctora Castañuelas
- 1950 : La fuerza ciega
- 1950 : No me digas adiós
- 1953 : Intermezzo criminal
- 1954 : Dringue, Castrito y la lámpara de Aladino

### Scénariste
- 1933 : Dancing
- 1933 : ¡Tango!
- 1934 : Riachuelo
- 1935 : Picaflor
- 1936 : Amalia
- 1937 : Melgarejo
- 1937 : Melodías porteñas
- 1937 : La casa de Quirós
- 1938 : Senderos de fe
- 1941 : Boina blanca
- 1941 : Hogar, dulce hogar
- 1942 : Cruza
- 1946 : María Rosa
- 1947 : La senda oscura
- 1950 : La doctora Castañuelas
- 1950 : La fuerza ciega

### Adaptations
- 1938 : El último encuentro

### Production
- 1933 : ¡Tango!
- 1953 : Intermezzo criminal

### Montage
- 1942 : Ponchos azules